# Squilli di sangue
Squilli di sangue è un film canadese del 1979 diretto da George Mendeluk.

## Trama
Nelle strade di Toronto, un misterioso killer con guanti neri sta prendendo di mira le prostitute, uccidendole con un fucile di precisione dotato di una fotocamera che immortala il momento esatto della loro morte. Mentre i cadaveri si accumulano, il caso viene affidato al sergente Boyd, un poliziotto dal pugno duro che è determinato a fermare l'assassino a qualunque costo. La sua indagine lo porta a incrociare il losco Julius Kurtz, un potente magnaccia e trafficante di droga che gestisce molte delle donne di Yonge Street e che potrebbe avere più di un motivo per nascondere la verità. Boyd si affida all’aiuto di Monica Page, una escort dal passato travagliato che cerca di rifarsi una vita, e di Sandy McCauley, una poliziotta sotto copertura che si infiltra nel mondo della prostituzione per raccogliere informazioni. Ma la strada verso la verità è disseminata di ostacoli, tra cui poliziotti corrotti, tossicodipendenti disperati e pericolosi giochi di potere.
Mentre il killer continua a colpire e a inviare le macabre fotografie delle sue vittime alla polizia, la tensione cresce e Boyd si ritrova sempre più vicino a una rete di segreti e tradimenti che potrebbero costargli caro.